# Lycenchelys remissaria
'Lycenchelys remissaria' es una especie de peces de la familia de los Zoarcidae en el orden de los perciformes.

## Morfología
- Los machos pueden llegar a alcanzar los 21 cm de longitud total.
- Número de vértebras: 128.[1]

## Hábitat
Es un pez de mar y de aguas profundas que vive hasta los 1020 m de profundidad.

## Distribución geográfica
Se encuentra en el Japón.

## Observaciones
Es inofensivo para los humanos. 